# Внутрішні сили
Вну́трішні си́ли — це сили що виникають в тілі як протидія силам, що намагаються змінити форму чи порушити цілісність тіла. Природа цих сил полягає у міжмолекулярній чи міжатомній взаємодії. Внутрішні сили в опорі матеріалів часто називають зусиллями. Мірою інтенсивності внутрішніх сил є напруження, що виникають в тілах.
На відміну від теоретичної механіки опір матеріалів розглядає тіла, що зазнають деформації під дією зовнішніх впливів. Отже, однією з задач опору матеріалів є визначення внутрішніх сил, що виникають в конструкції, навантаженої зовнішніми силами.

Внeтрішні сили

Для визначення внутрішніх зусиль в опорі матеріалів застосовують метод перерізів. Розглянемо довільне тіло, що зазнає дії зовнішніх сил у вигляді активних і реактивних сил і знаходиться у стані рівноваги. Розітнемо уявно це тіло перерізом і розглянемо кожну з частин тіла окремо.
В перерізі існує безліч довільно спрямованих у просторі сил взаємодії між частками тіла. Безпосередньо урахувати всі ці сили при визначенні внутрішніх силових факторів, що діють в перерізі, не є реальним. Тому скористаємося теоремою про зведення просторової системи сил до довільного полюса. Оберемо за такий полюс центр ваги перерізу і замінимо всі сили, що діють в перерізі на ліву частину тіла головним вектором сил {\displaystyle {\vec {W_{A}}}}, прикладеним в центрі приведення A, і головним моментом {\displaystyle {\vec {M_{A}}}} системи сил відносно цього центру. Головний вектор і головний момент системи сил, що діють на праву частину тіла, за третім законом Ньютона позначимо відповідно {\displaystyle -{\vec {W_{A}}}} і {\displaystyle -{\vec {M_{A}}}}. Кожна з цих пар силових факторів щодо частини тіла, до якої вони прикладені, є силами зовнішніми і одночасно для всього тіла в цілому ці сили є силами внутрішніми.

Вектор напружень на внутрішній поверхні S з вектором нормалі n. Залежно від орієнтації аналізованої площини вектор напружень у загальному випадку не є перпендикулярним до цієї площини, тобто паралельний до нормалі n, і може бути розділений на дві компоненти: нормальне напруження і напруження зсуву)

Під дією зовнішніх і внутрішніх силових факторів кожна з частин тіла буде перебувати у стані рівноваги. Умови рівноваги виглядатимуть для лівої частини тіла так: {\displaystyle {\vec {W_{A}}}+{\vec {W}}=0}, {\displaystyle {\vec {M_{A}}}+{\vec {M}}=0}. На основі цього можна записати, що {\displaystyle {\vec {W_{A}}}=-{\vec {W}}} і {\displaystyle {\vec {M_{A}}}=-{\vec {M}}}.
Отже, головний вектор і головний момент усіх внутрішніх сил, що діють у розглянутому перерізі на частину тіла, що залишилася, дорівнюють відповідно головному векторові і головному моментові всіх зовнішніх сил, що прикладені до відкинутої частини тіла.
Мірою інтенсивності внутрішніх сил є напруження, що виникають в тілах, які власне і формують внутрішні зусилля. Якщо вісь z декартової системи координат сумістити з нормаллю до площини перерізу, то нормальне напруження можна позначити індексом z ({\displaystyle \sigma _{z}}). Складову повного напруження, що лежить в площині перерізу зазвичай позначають {\displaystyle \tau _{z}} з тим же індексом і називають дотичним напруженням. Дотичне напруження {\displaystyle \tau _{z}} також може бути розкладене на складові {\displaystyle \tau _{zx}} і {\displaystyle \tau _{xz}}, паралельні до двох інших координатних осей. Другий індекс означає паралельну вісь.